# Гуров, Козьма Семёнович
Козьма Семёнович Гуров, вариант имени Кузьма (30 октября (11 ноября) 1874 — ?) — крестьянин, член партии эсеров и Всероссийского учредительного собрания.

## Биография
Родился в крестьянской семье села Балахна Богородицкого уезда Тульской губернии. Основные сведения о раннем периоде жизни Козьмы Гурова исходят из его автобиографии, написанной в 1917 году и перепечатанной в нескольких газетах. В 1877 году его отец решил в поисках лучшей жизни переселиться в Сибирь. Семья из 5 человек (отец, мать, дед, бабушка и сам Козьма) проехали 4 тысячи вёрст. Но добравшись до места, отец заболел, и у него не было сил обзаводиться хозяйством, и вся семья на той же повозке повернула назад. На родину, в Тульскую губернию, вернулись только в 1880 году.
Вернувшись домой и чуть оправившись от болезни, отец пошёл добывать уголь на шахту. Через некоторое время отец Гурова нанялся в работники к помещику. Вскоре он начал учить Козьму грамоте. Научившись читать, Козьма самостоятельно выучился писать. В 15 лет, то есть около 1889 года, Козьма Гуров пошёл на заработки в Москву, на Хитровом рынке ему удалось наняться в работники к крестьянину села Хохловка. Не удержавшись на работе у грубого пьяницы, каким оказался хозяин, Козьма вернулся в Москву и нанялся на фабрику в Сокольниках.
По словам Гурова, живя в Москве, на все появлявшиеся у него деньги он покупал книги на Сухаревском рынке. Вернувшись в Богородицкий уезд, Гуров работал у помещиков, пахал — книги брал в городской библиотеке. Самообразованием Козьмы Гурова руководили учитель Богородицкого городского училища Е. И. Смирнов и О. А. Александровская, жившая у помещиков Бобринских. Работал плотником, служил приказчиком.
Вскоре после этого, по словам Гурова, он отправился странствовать «с палкою в руках и котомкою за плечами», чтобы узнать жизнь и страну. «Организаций я тогда не знал, <…> и в Оренбурге я испытал прелесть застенка».
С 1898 под полицейским надзором, член партии эсеров. В 1904 году Гуров участвовал в крестьянском движении и был избран в члены бюро Крестьянского союза Богородицкого уезда. Организовал книжную лавку в Богородицке, где продавалась запрещенная литература. Был арестован и сослан на 3 года в Туруханский край Енисейской губернии. Уже находясь в Красноярске ссыльные крестьяне получили разрешение отбывать ссылку в Минусинском уезде. Трёхлетняя ссылка Гурова прошла в дер. Кривинской Лугавской волости. После того, как к нему приехала семья, он поселился в дер. Манзалыкской (или Манзалык) Ермаковской волости Минусинского уезда.
Cлужил на железной дороге в Актюбинске.
Летом-осенью 1917 член Ермаковского Комитета общественной безопасности и член Совета крестьянских депутатов Минусинского уезда.
В конце 1917 года был избран во Всероссийское учредительное собрание в Енисейском избирательном округе по списку № 3 (эсеры). Гуров был третьим в списке от партии социалистов-революционеров после Н. В. Фомина и Е. Е. Колосова. 12 декабря выехал из Минусинска в Петроград, в телеграмме, отправленной председателю уездной земской управы В. С. Карцову, описал встречи с солдатами, «называющими себя большевиками только, потому что жаждут мира».
Участвовал в единственном заседании Учредительного собрания 5 января 1918 года. 9 января 1918 года арестован большевиками в помещении фракции эсеров Учредительного собрания вместе с ещё 25 членами УС, преимущественно крестьянами.
26 июня 1918 года К. С. Гуров был избран VII Чрезвычайным съездом крестьян Минусинского уезда в комиссариат из 6 человек, в него кроме Гурова от крестьян вошли: П. В. Силин и П. А. Рыжков, от казаков вошел — П. А. Мосин, от хакасов — С. Д. Майнагашев, от городского населения — П. Н. Тарелкин. Съезд посредничал между Крестьянско-казачьими дружинами повстанцев и Красной гвардией, подчинявшейся большевицким Советам. Непосредственная передача власти от Советов Съезду прошла мирно.
К 15 августа 1918 года был членом Сибирской Областной Думы. Член комиссии по запросам этой Думы.
Вошёл в состав Самарского комитета членов Учредительного собрания. 6 сентября в 8 часов вечера вместе с остальными деятелями КОМУЧа выехал из Самары в Уфу, участвовал в работе Уфимского государственного совещания. 26 августа (8 сентября) 1918 года вместе с другими членами УС подписал так называемую Конституцию Уфимкой Директории: «Акт об образовании всероссийской верховной власти».
24(11) октября 1918 года К. С. Гуров вернулся с Минусинский уезд и дал краткое интервью местной газете «Труд». По его словам он и другие члены Учредительного собрания, ехавшие в поезде, на одной из станций чуть не попали в плен к большевикам, отряд которых отступал из-под Стерлитамака. К. С. Гуров привёз купленные им книги для организации библиотеки в его деревне. Текущее положение он характеризовал как противоречивое: «более трудолюбивая, хозяйственная часть крестьянства, желает установления порядка, но элементам, привыкшим жить со дня на день, нравится существующее безвластие».
Дальнейшая судьба и дата смерти неизвестны.

## Труды
- Козьма Семенович Гуров (автобиография) // Свобода и труд (Минусинск), суббота 9 декабря 1917 г.

## Комментарии
1. ↑  Известны публикации: 10 ноября 1917 в журнале "Сибирская Деревня" (Красноярск) - № 28-29[1], 9 декабря 1917 в газете "Свобода и труд" (Минусинск) № 220, там перепечатка из газеты "Знамя труда"[2].
2. ↑  Добыча бурого угля в Подмосковном угольном бассейне началась именно с Богородицкого уезда, где в 1840-1850 годы возникли первые шахты
3. ↑  В версии биографии в минусинской газете "Свобода и труд" разночтение — "16 лет пошёл в Москву"[2], т. е. в 1890 году.
4. ↑  В непосредственных окрестностях Москвы было две Хохловки: одна сейчас на юге Москвы в современном московском районе Царицыно рядом с одноимённым бывшим селом и вторая на юго-востоке Москвы, рядом с Нижегородской железной дорогой, на её месте сейчас улицы Нижняя и Верхняя Хохловки.
5. ↑  Имение графов Бобринских находилось в селе Михайловcком Богородицкого уезда.
6. ↑  В источнике распространённая и повторяющаяся ошибка "Буров Козьма Семёнович"[7]
7. ↑  В работе КОМУЧа участвовал крайне мало. В журналах заседаний есть отметка о его присутствии 2 сентября 1918[9].